# Álvaro II av Kongo
Álvaro II av Kongo, död 1614, var kung av Kongo mellan 1587 och 1614.